# André, o Escombro
André, o Escombro (em latim: Andreas) foi um nobre bizantino do começo do século VII, ativo durante o reinado do imperador Focas (r. 602–610). Foi apelidado por Teófanes, o Confessor como o Escombro (τον Σκομβρου), ou seja, um tipo de peixe. Era um homem ilustre. Em 7 de junho de 605 ou 607, foi executado junto de vários outros oficiais por conspirar contra o imperador, quiçá para sucedê-lo por Teodoro.